# Годвин, Эдвард Уильям
Эдвард Уильям Годвин (англ. Edward William Godwin, 26 мая 1833, Бристоль — 6 октября 1886, Лондон) — английский архитектор, декоратор интерьера и художник декоративно-прикладного искусства. Один из главных участников «готического возрождения» и наиболее ярких художников эстетического движения в Англии «средне-викторианской» эпохи второй половины XIX века, круга Оскара Уайльда и Джеймса Уистлера. Оказал влияние на движение «Искусства и ремёсла» Уильяма Морриса.

## Биография
Эдвард Годвин работал помощником инженера-строителя в Бристоле и не имел профессионального архитектурного образования. Около 1862 года его семья переехала в Лондон. Вкусы Эдварда Годвина формировались эстетикой викторианской эпохи и свойственными этому времени увлечениями художников неоготикой, или, как этот стиль именовали в Англии, «готическим возрождением» (Gothic Revival). Таковы были вкусы его наставника, друга и единомышленника, архитектора и декоратора интерьера Уильяма Бёрджеса (1827—1881). Вместе они увлеклись книгой Джона Рёскина «Камни Венеции» (1851). Бёрджес был также коллекционером старинных костюмов и мебели.

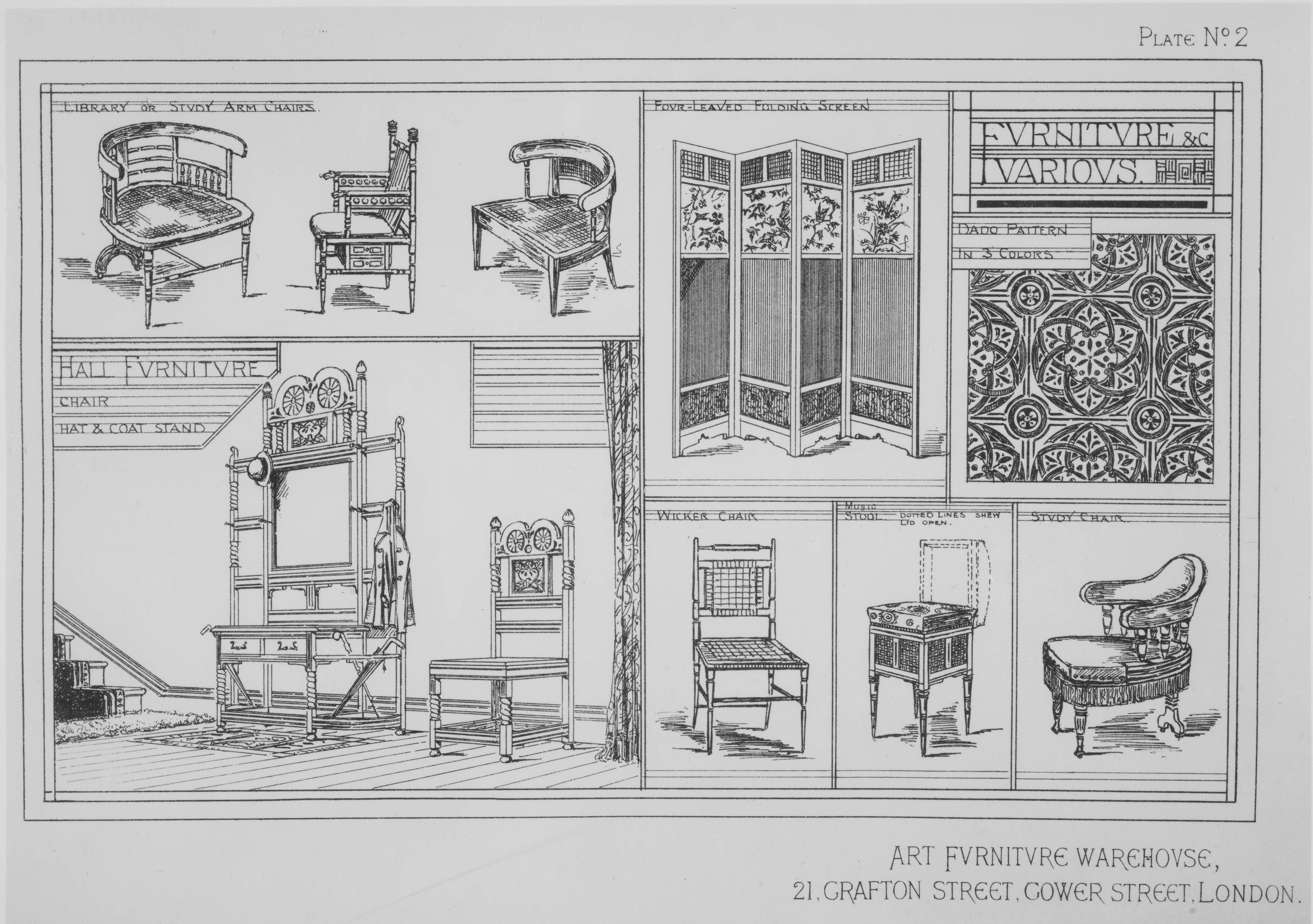
Образцы мебели. Издание 1877 г.

Годвин овдовел в 1865 году; во время его романа с известной актрисой Эллен Терри между 1868 и 1874 годами она уехала с ним в Хартфордшир и родила двоих детей: Эдит Крэг (1869—1947) и Эдварда Гордона Крэга (1872—1966), последний стал знаменитым актёром, режиссером и теоретиком европейской сцены начала XX века. Этот роман вдохновил Годвина на создание театральных костюмов и декораций. После того, как Эллен вернулась в театр и их отношения остыли, Годвин женился на молодой проектировщице из своего офиса Беатрис Бирни Филипп (1857—1896), которая родила ему сына Эдварда Младшего (1876—1951), который стал скульптором. После смерти Годвина в 1888 году она вышла замуж за художника Джеймса Уистлера. Годвин часто писал статьи в журнале «Британский архитектор» и опубликовал ряд книг по архитектуре, костюму и театру.
Эдвард Годвин скончался в возрасте пятидесяти трёх лет 6 октября 1886 в Лондоне из-за осложнений после операции по удалению камней в почках. Альбомы чертежей и акварелей Эдварда Годвина хранятся в Музее Виктории и Альберта в Лондоне.

## Творчество
Первые постройки Годвина-архитектора отражают стиль «готического возрождения». Это здание Ратуши (Guildhall) в Нортхэмптоне (1861—1864) и здание Ратуши в Конглтоне. От Годвина, увлекавшегося историческими аллюзиями, можно было бы ожидать простого воспроизведения антикварных образцов, но он стал одним из первых художников, кто расширил репертуар западноевропейского искусства, включив в него искусство Японии, которое было открыто для западного мира только в 1853 году. После 1862 года, под влиянием идей эстетического движения Оскара Уайльда и Джеймса Уистлера, увлечения японским искусством Годвин стал культивировать «чистые линии и светлые краски» и сумел создать своеобразный «англо-японский вкус» (anglo-japanese taste) в проектах оформления интерьеров и мебели. Такая мебель, в основном выполнявшаяся с 1867 года с применением чёрного дерева, резьбы и лаковых панно, была разработана для замка Дромор и для его собственного пользования. Дух Японии, а не просто детали, ярко раскрывается в «чёрном шкафу Годвина», спроектированном для Collinson & Lock, который сейчас находится в Музее современного искусства в Нью-Йорке.
В проектах Годвина заметны черты «стиля королевы Анны» начала ХVIII века. Проекты Годвина публиковали в изданиях фирмы Либерти: это рисунки набивных тканей, облицовочных плиток, мебели, деталей металлодекора. Именно Годвин спроектировал и построил для Дж. Уистлера на Тайт-стрит в Челси «Дом в белых тонах» (1877—1878), так же как и «Белый дом» для О. Уайльда (уничтожен в 1960-х годах). Созданный Уистлером и Годвином интерьер павильона Всемирной выставки 1878 года в Париже получил название «Гармония в жёлтом и золотом». Для принцессы Луизы Годвин оформлял студию в Кенсингтонском дворце.
Оскар Уайльд назвал Годвина «одним из самых артистичных умов этого столетия». С 1876 года Годвин проектировал дома для нового садового пригорода Бедфорд-Парк в Чизвике (Западный Лондон).
Годвин публиковал статьи в журнале «Британский архитектор», исследования по истории костюма и театра. Друзья называли Годвина «величайшим эстетом после Уайльда». Влияние творчества Эдварда Уильяма Годвина можно обнаружить в более позднем движении «Искусства и ремесла». Значение его работ для архитектуры можно сравнить с деятельностью Зигфрида Бинга в Париже, Виктора Орта и Анри Ван де Велде в Брюсселе..

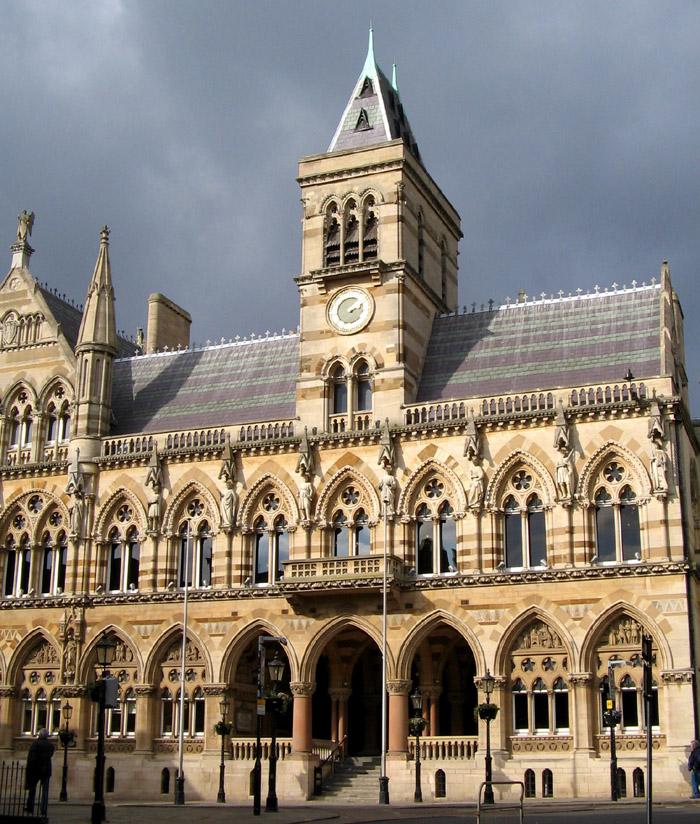
Здание Ратуши (Guildhall) в Нортхэмптоне. 1861—1864
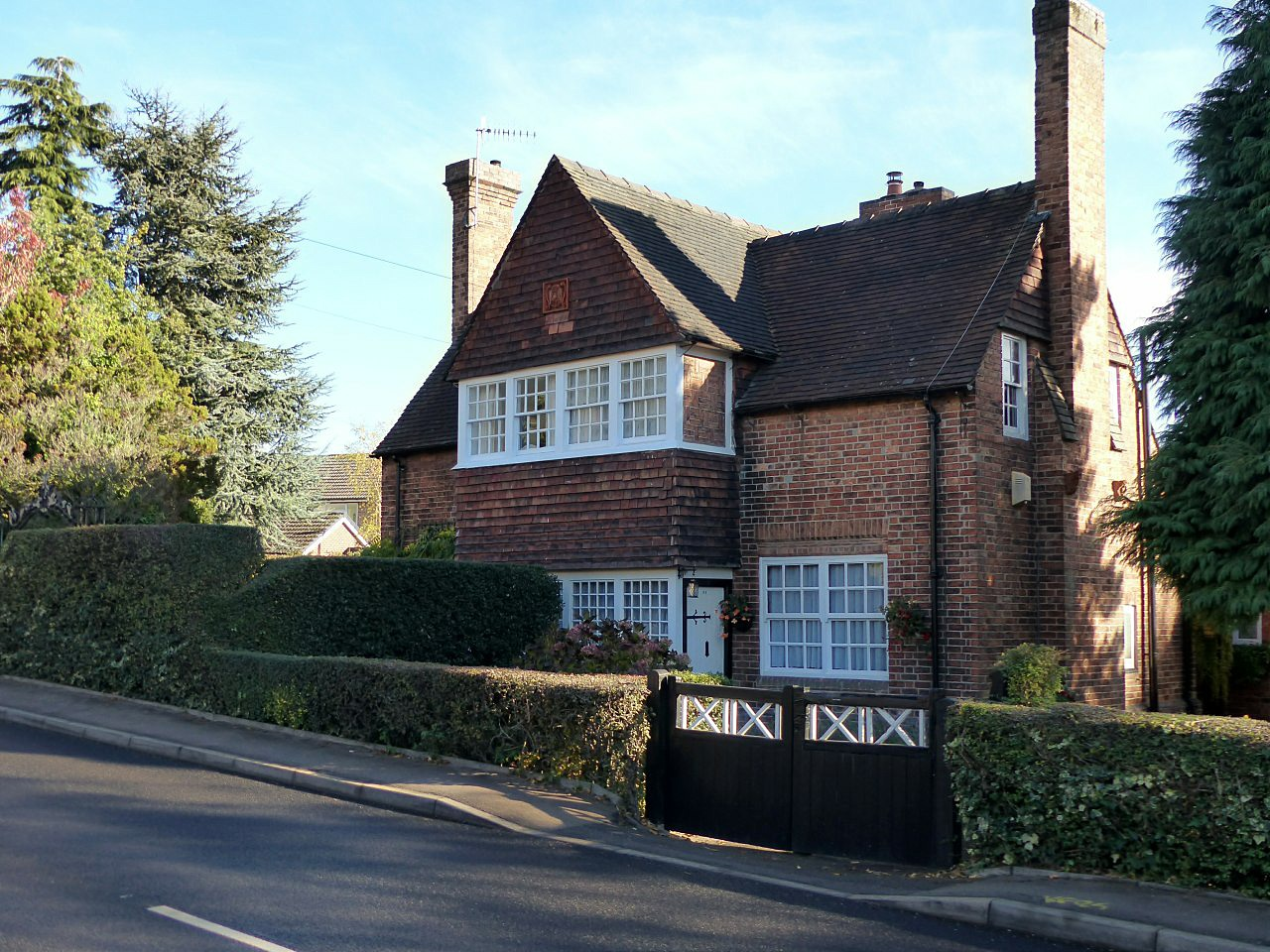
Вилла Мургрин. Ноттингхемшир, Англия
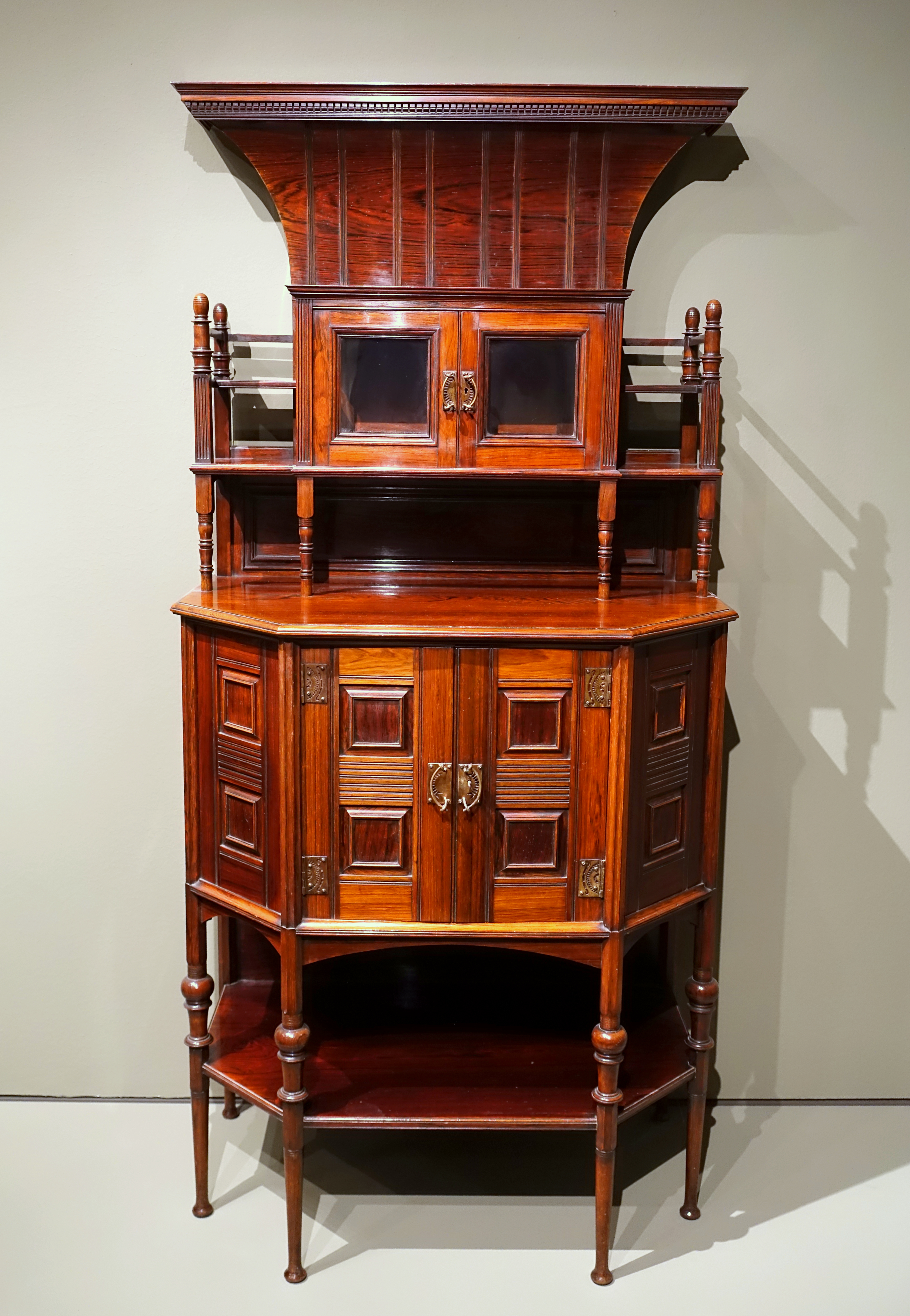
Этажерка. Ок. 1873. Художественный музей, Даллас
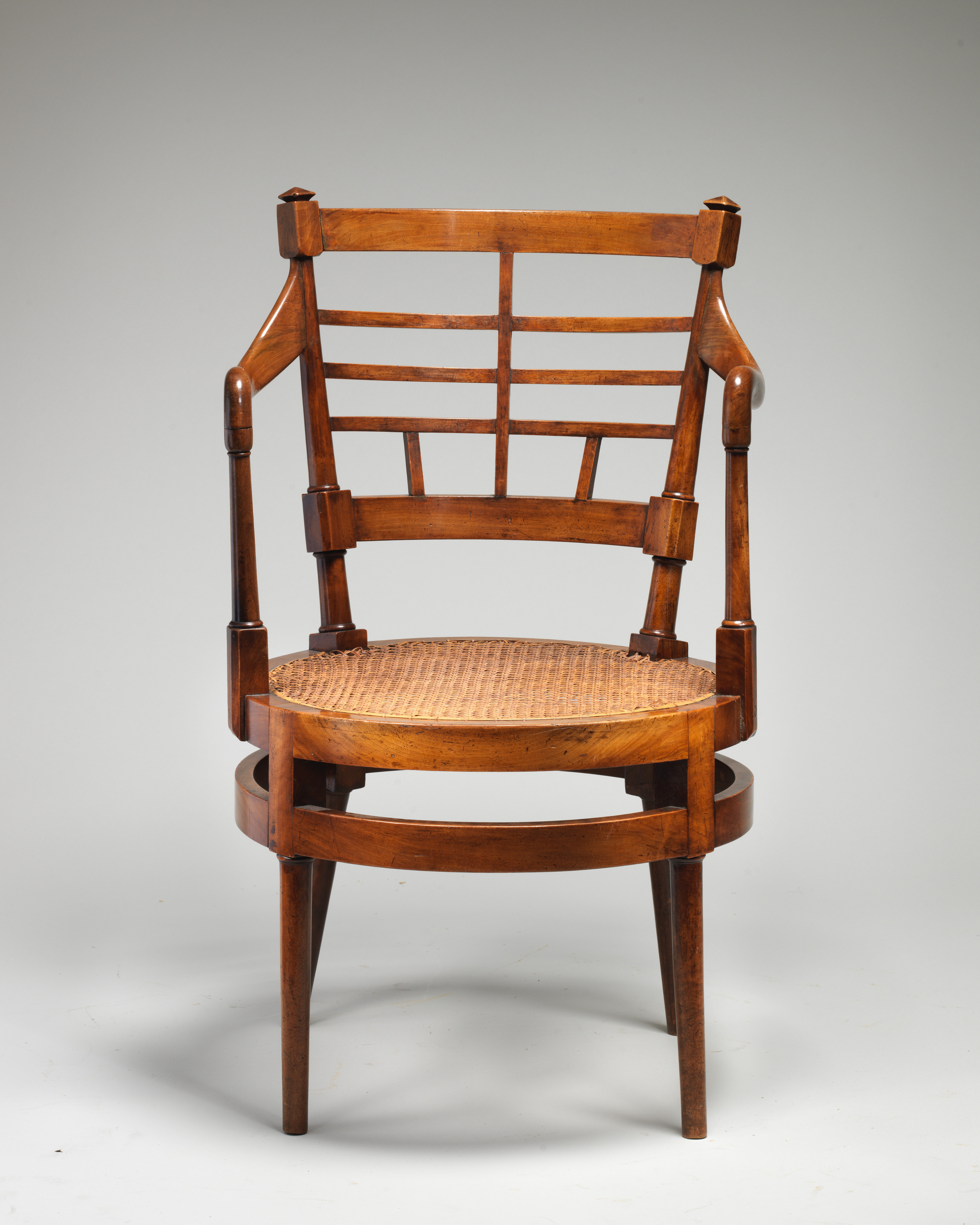
Кресло. Ок. 1877. Метрополитен-музей, Нью-Йорк
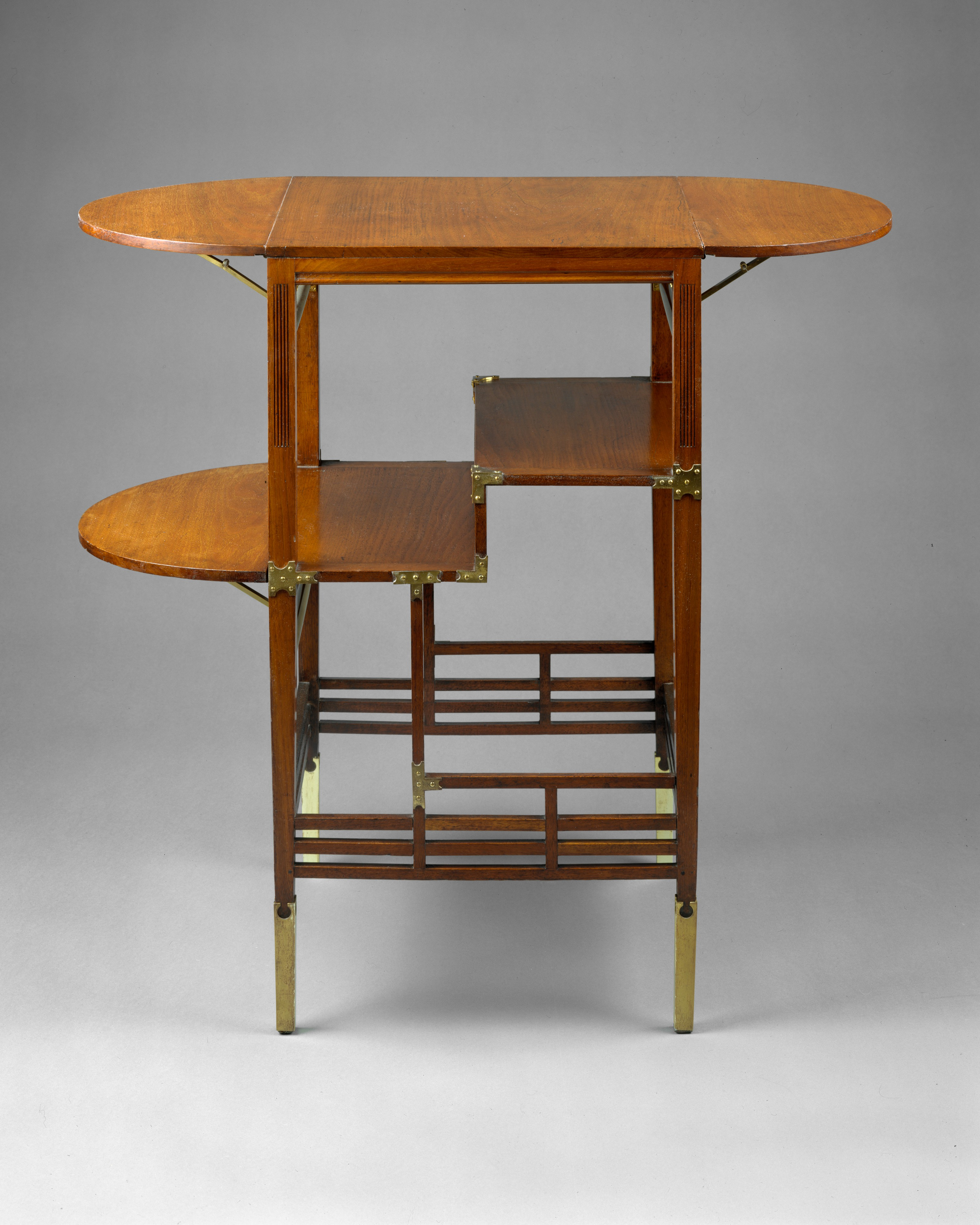
Стол. Ок. 1872. Метрополитен-музей, Нью-Йорк
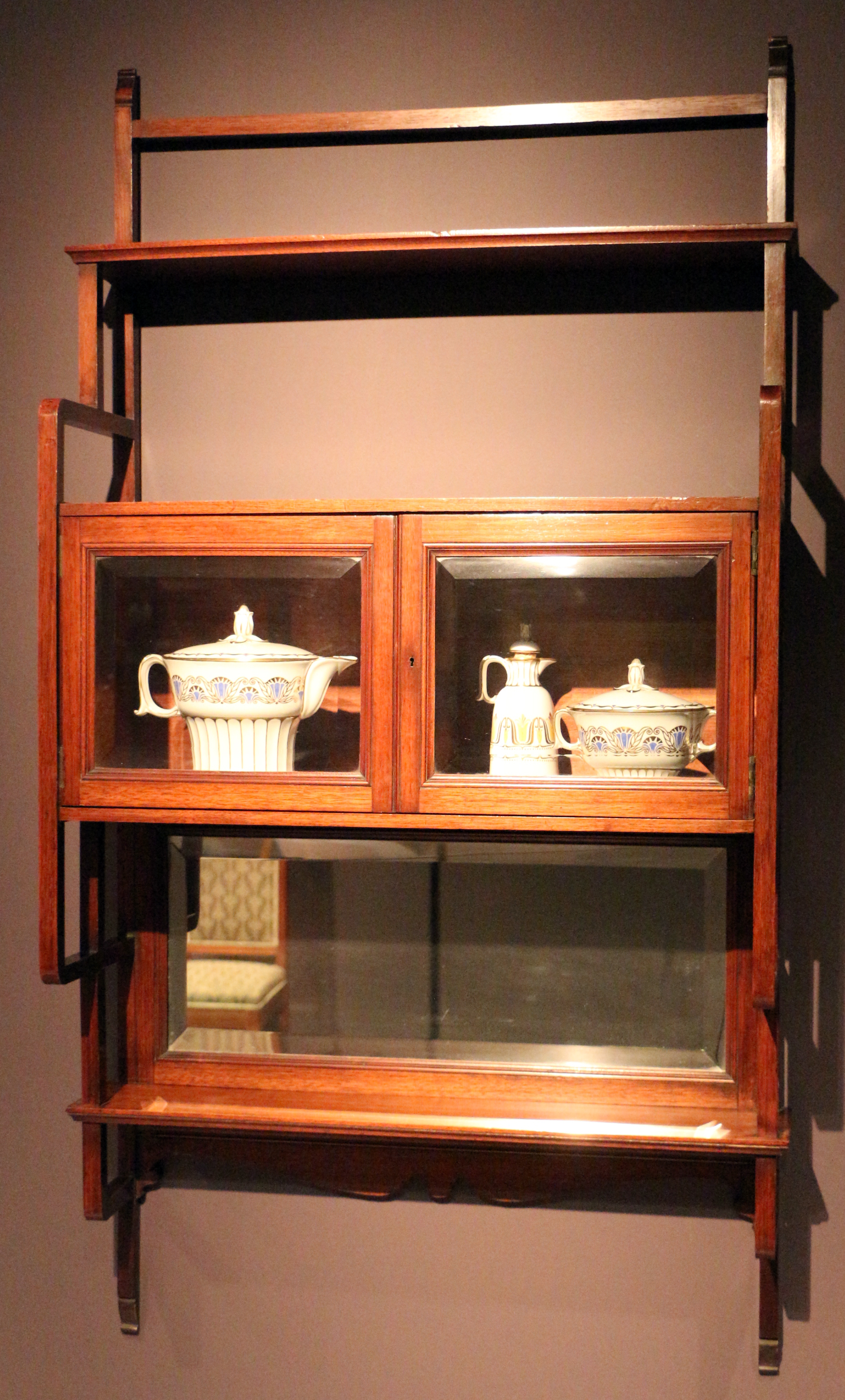
Стенной шкаф. Ок. 1877. Музей Орсе, Париж
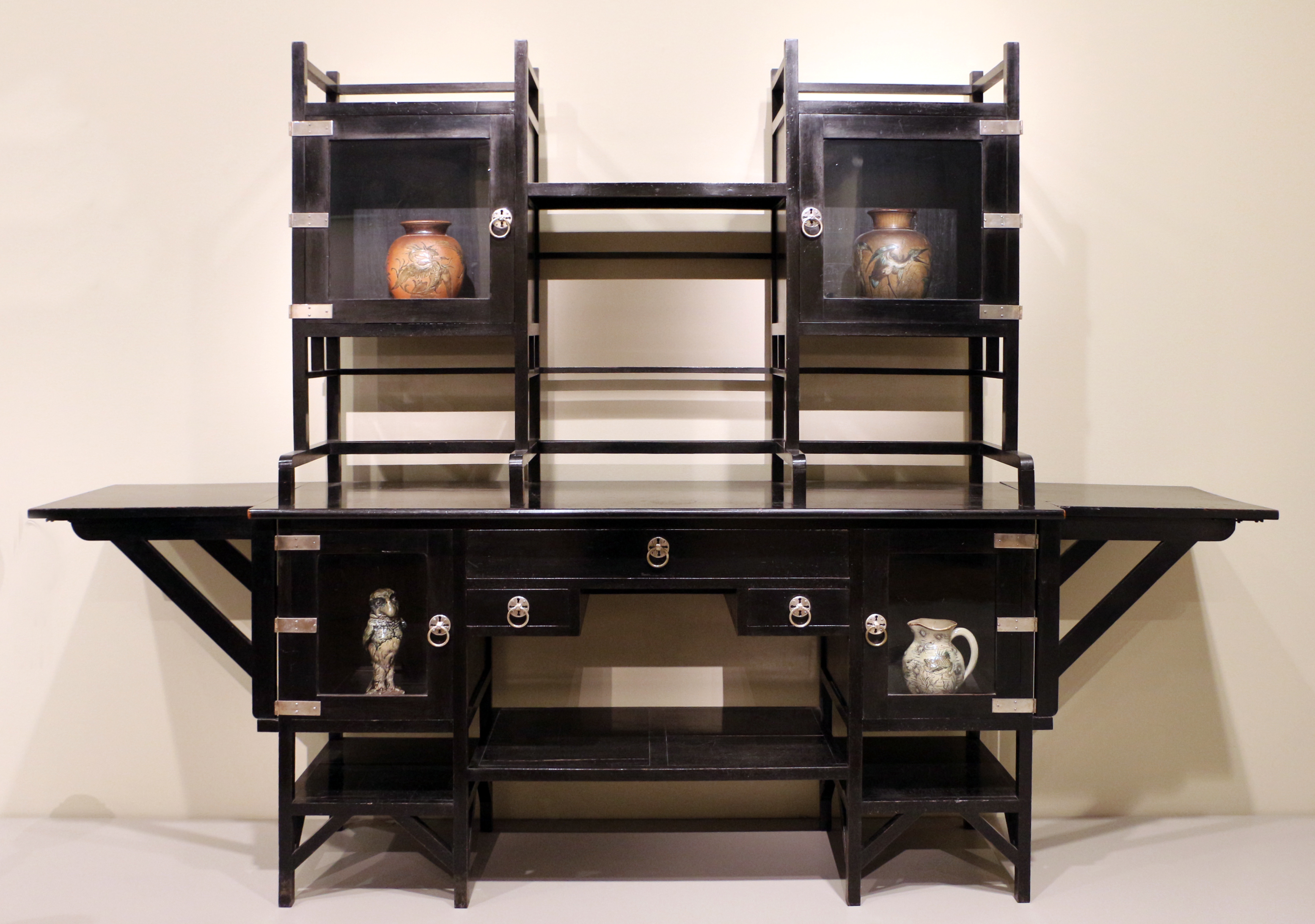
Креденца. 1876. Чикагский институт искусств
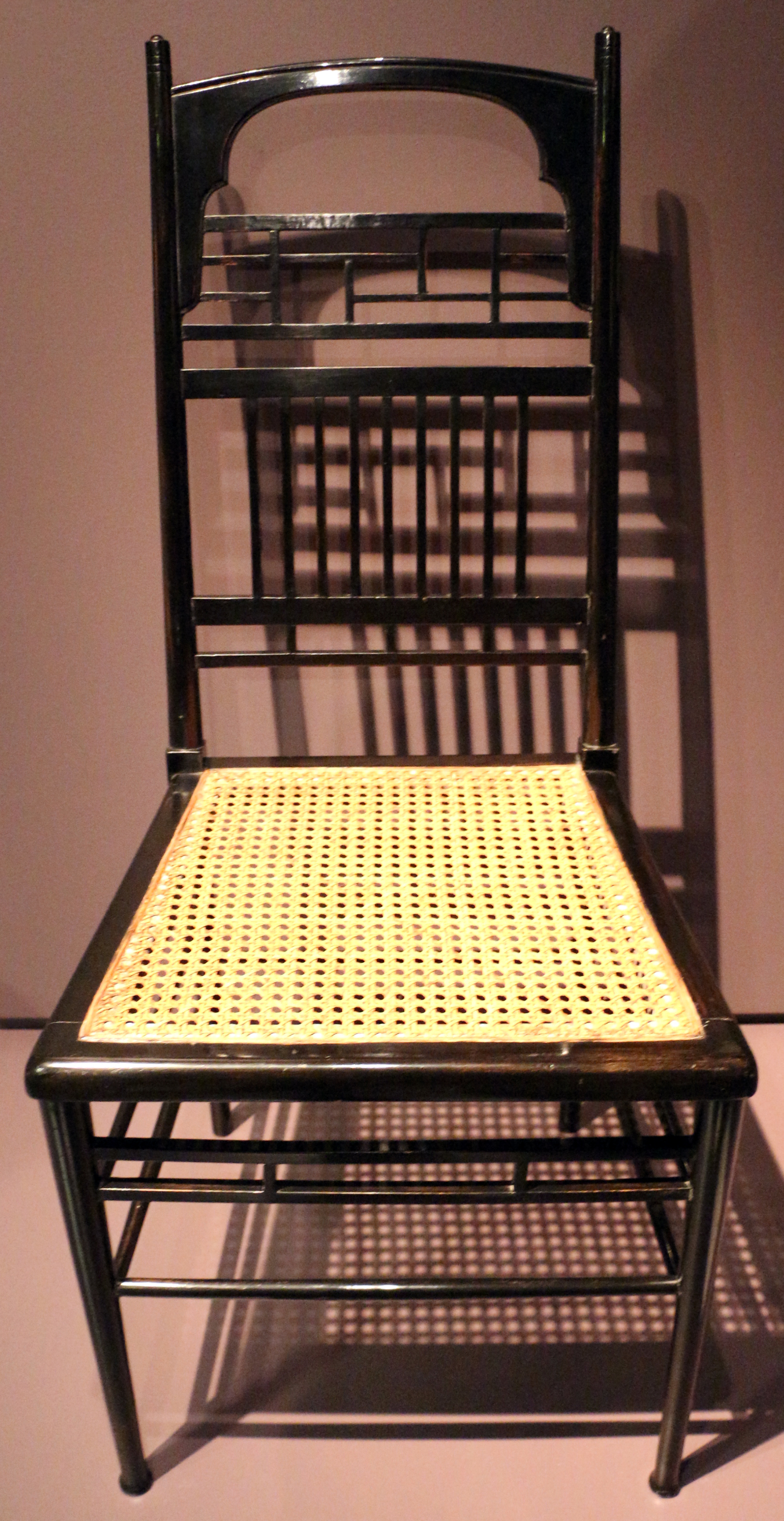
Стул. 1877. Музей Орсе, Париж